# El Salitrillo (Guanajuato)
El Salitrillo es una localidad del estado mexicano de Guanajuato. Es parte del municipio de Silao de la Victoria.

## Demografía
| Gráfica de evolución demográfica |
|                                  |

| Censo | Población |
| ----- | --------- |
| 1900  | 280       |
| 1910  | 252       |
| 1921  | 239       |
| 1930  | 185       |
| 1940  | 210       |
| 1950  | 325       |
| 1960  | 459       |
| 1970  | 558       |
| 1980  | 409       |
| 1990  | 907       |
| 2000  | 1 111     |
| 2010  | 1 134     |
| 2020  | 1 453     |